# Panzer III
Panzer-III là tên một loại xe tăng hạng trung do Đức phát triển vào những năm 1930 và sử dụng trong cuộc Chiến tranh thế giới lần thứ hai. Tên kĩ thuật đầy đủ của Panzer III là Panzerkampfwagen III (PzKpfw III) - dịch sang tiếng Anh:"armoured battle vehicle" - tạm dịch: phương tiện chiến đấu bọc thép. Nó được thiết kế nhằm mục đích hỗ trợ bộ binh và tấn công lực lượng thiết giáp quân địch.
Trong chiến dịch Ba Lan năm 1939 và chiến dịch Pháp năm 1940, Panzer III đã thể hiện khá tốt. Nhưng đến năm 1941, Panzer III gặp phải hai đối thủ mới từ Liên Xô, đó chính là T-34 và dòng KV. Hai loại tăng này đều có pháo chính và lớp giáp dày và mạnh hơn rất nhiều so với Panzer III. Ngay lập tức, Panzer IV được nâng cấp để trang bị pháo chính 7.5 cm KwK-40 để thay thế vai trò đấu tăng của Panzer III, còn Panzer III thì được chuyển sang dùng pháo nòng ngắn 7.5 cm KwK-37 L/24 với vai trò chính là hỗ trợ bộ binh. Việc sản xuất Panzer III nhằm phục vụ cho chiến trường chính thức kết thúc vào năm 1943, tuy nhiên khung tăng của nó vẫn còn được sản xuất đến tận năm 1944 để cung cấp cho pháo tự hành diệt tăng StuG III.

## Lược sử phát triển
Vào ngày 11/1/1934, tướng Heinz Guderian đứng đầu lực lượng quân đội Đức dự định thành lập một dự án phát triển xe tăng hạng trung mới, thoả mãn những yêu cầu như trọng lượng tối đa 24.000 kg và đạt tốc độ tối đa khoảng 35 km/h. Nó được thiết kế nhằm bổ sung thêm cho lực lượng thiết giáp Đức bấy giờ.
Tất cả các hãng sản xuất thiết giáp nổi tiếng nhất nước Đức như Daimler-Benz, Krupp, MAN, và Rheinmetall đều được chỉ thị sản xuất các mẫu mã. Việc thử nghiệm và xem xét các bản thiết kế của các tập đoàn được thực hiện vào năm 1936-1937. Cuối cùng bản thiết kế của tập đoàn Daimler-Benz được chọn làm mẫu chính để sản xuất. Panzer III Ausf. A (mẫu đầu tiên) được đưa vào sản xuất chính thức vào tháng 5/1937, mười chiếc được sản xuất (trong đó có hai chiếc không được lắp ráp vũ khí). Việc sản xuất phiên bản Panzer III Ausf. F bắt đầu vào năm 1939.
Vào giữa năm 1937-1940, tập đoàn Krupp và Daimler-Benz bắt đầu việc nghiên cứu và chuyển đổi bộ phận nhằm chuẩn bị cho quá trình thiết kế Panzer IV.
Sau khi sản xuất được một vài mẫu, vấn đề thay thế bộ phận treo hiện tại bằng một hệ thống khác hoàn chỉnh hơn được đặt ra. Một vài hệ thống treo đã được lắp ráp thử nghiệm trên Panzer III Ausf. A và Ausf. D. Hãng Daimler-Benz chọn thanh xoắn chuyển động lực làm bộ phận treo cho dòng Panzer III. Trong thời điểm này, Panzer III và KV là hai loại tăng duy nhất sử dụng hệ thống treo này.
Khi được xuất xưởng, Panzer III những tính năng tiên tiến ở thời điểm đó như: tháp pháo chứa 3 người - giúp hỗ trợ một cách tốt nhất trong việc phòng thủ, liên lạc cũng như điều khiển vũ khí; một pháo chính 37mm và hai súng máy phụ; hệ thống treo mới giúp cho động cơ có sức vận động mạnh và nhanh hơn. Panzer III đã từng làm mưa làm gió trên chiến trường, nhưng đến khi hai dòng tăng chủ lực của Liên Xô là T-34 và KV (KV-1 và KV-2) xung trận thì Panzer III đã tỏ ra yếu thế hơn. Chính vì thế, dự án nâng cấp Panzer III do Daimler-Benz thành lập nhằm thay pháo chính của Panzer III lên pháo có cỡ nòng 50 mm, tăng cường lớp vỏ giáp phần trước và sườn. Sau khi dự án hoàn thành, Panzer III đã trở nên ngang bằng với các phiên bản đầu của T-34 trong một số tiêu chí, nhưng vẫn yếu hơn về hỏa lực.
Vào năm 1942, phiên bản cuối cùng của Panzer III là Ausf. N được hoàn thành. Ausf-N được trang bị pháo chính nòng ngắn 7.5 cm KwK-37 L/24 chuyên dùng để diệt lô cốt và bộ binh (vai trò mang pháo nòng dài chống tăng đã được chuyển cho Panzer IV cải tiến). Để tăng sức công phá, Panzer III Ausf. N có thể sử dụng loại đạn xuyên giáp có sức xuyên từ 70–100 mm, đủ để phá được giáp hông của T-34. 
Phát xít Nhật có đặt mua hai chiếc Panzer III từ Đức Quốc xã với mục đích sử dụng để nghiên cứu và thử nghiệm, tuy nhiên do quân Nhật không chú trọng lắm vào việc chế tạo thiết giáp mà chỉ lo chế tạo các loại chiến hạm, hàng không mẫu hạm cũng như tàu ngầm nên mặc dù mua từ Đức Quốc xã nhưng số tăng này nhanh chóng bị di chuyển vào các kho hàng. Đến năm 1943, phát xít Đức dừng việc chuyển xe tăng Panzer III cho lục quân Nhật.

### Lớp giáp bọc
Phiên bản Panzer III Ausf. A đến phiên bản Ausf. C đều có lớp giáp trên nóc xe bằng thép dày 10 mm, phần sau dày 5 mm. Tuy nhiên do lớp giáp bọc này quá mỏng khiến cho việc bảo vệ kíp chiến đấu cũng như xe tăng rất yếu, dẫn đến việc bọc giáp lại phần trước, sườn và phía sau đều dày trên 30 mm. Tất cả các phiên bản Ausf. D, E, F và G đều được thu hồi và bọc giáp lại. Panzer III Ausf. H là phiên bản duy nhất có phần giáp bọc bằng thép dày hơn 30 mm ở mặt trước và sau. Ausf. J có lớp giáp bằng kim loại dày 50 mm ở mặt trước, sườn và sau. Các phiên bản về sau này như Ausf. J(1), L và M có lớp giáp dày 20 mm trên đỉnh và phần giữa khung, dày 70 mm ở mặt trước xe.
Sau khi dự án cải thiện phần giáp được hoàn thành, Panzer III đã có lớp giáp bọc khá dày, khiến cho nó trở nên khó bị xuyên thủng bởi các loại pháo chống tăng cỡ nhỏ của Liên Xô và Đồng Minh. Tuy nhiên, giáp trước xe vẫn dễ bị chọc thủng nếu bị trúng đạn pháo chống tăng cỡ nòng từ 75mm trở lên, giáp hông thì vẫn có thể bị xuyên thủng bởi pháo chống tăng cỡ 40mm trở lên.

### Vũ khí
Panzer III đời đầu được gắn pháo 37 mm. Các phiên bản cải tiến được trang bị pháo chính 50 mm, vì pháo 50 mm yêu cầu tăng phải có diện tích trống rộng hơn nên phần đai trục nòng tăng được thiết kế to ra, thân tăng được làm rộng hơn.
Từ phiên bản Ausf-A đến Ausf-F đều được trang bị pháo chính 3,7 cm KwK-36 L/46.5, tuy nhiên loại pháo này có sức xuyên giáp và công phá kém, dẫn đến việc trang bị lại pháo 5 cm KwK-38 L/42 cho các phiên bản Ausf-F và J. Phiên bản Ausf-J(1) và M được lắp pháo 5 cm KwK-39 L/60 dài và mạnh hơn. Pháo 50mm của phiên bản Ausf J(1) có sức công phá khá mạnh, điều này đã được thể hiện tại chiến trường Bắc Phi. Khi đối đầu với xe tăng Anh, Ausf. J(1) đã dễ dàng bắn hạ các loại xe tăng của Anh ở cự ly chiến đấu thông thường.
Vào năm 1942, khi Panzer IV và Panther trở thành hai loại xe tăng chủ lực của Đức Quốc xã trên chiến trường thì Panzer III được chuyển thành xe tăng hỗ trợ bộ binh. Nó được trang bị pháo nòng ngắn 7.5 cm KwK-37 L/24, trước đó vốn được dùng trong các phiên bản Panzer IV Ausf. A hoặc F.
Các phiên bản đời đầu đều có trang bị hai súng máy phụ 7,92 mm MG-34 nối bằng trục gần hai pháo chính. Nhưng từ phiên bản Ausf. G trở đi thì số súng phụ giảm xuống chỉ còn một khẩu MG-34 và một thanh đồng trục nối vào thân.

### Độ linh động
Panzer III Ausf. A-C đều được trang bị động cơ Maybach HL 108 TR(12 xi lanh, 250 mã lực) có thể đạt vận tốc tối đa vào khoảng 35 km/h và hoạt động trong tầm 150 km. Các phiên bản đời sau được trang bị lại động cơ Maybach HL 120 TRM (12 xi lanh, 300 mã lực) đều có vận tốc tối đa vào khoảng 40 km/h (còn tuỳ thuộc vào bộ truyền lực, sự hoạt động của tay đòn lực cũng như trọng lượng), và tầm hoạt động tăng thêm 5 km nữa lên 155 km.

### Chi phí
Một vài nguồn của Đồng Minh tính rằng Panzer III Ausf. N có giá thành là 96.163 RM, khá rẻ so với các loại xe tăng hạng trung và hạng nặng khác của Đức: 82.500 RM của StuG-III, 103.462 RM của Panzer IV Ausf. G, 117.100 RM của xe tăng Panther, và 250.800 RM của Tiger I. Các số liệu chi phí trên không kể giá thành vũ khí, kính ngắm và bộ điện đàm
Nếu tính cả chi phí cho vũ khí, kính ngắm và bộ điện đàm thì mỗi chiếc Panzer III Ausf. M có giá thành là 103.163 RM

## Lịch sử hoạt động
Panzer III tham gia tất cả các chiến dịch từ châu Âu đến Bắc Phi. Một bộ phận các sư đoàn tinh nhuệ Panzer III có tham gia trận Normandy vào năm 1944.
Trong chiến dịch Ba Lan và Pháp, chỉ có vài trăm chiếc Panzer III được huy động tham gia chiến đấu. Các phiên bản Ausf. A-F với lớp giáp gần 50 mm và được trang bị pháo chính 37 mm vẫn đủ để đánh bại các loại xe tăng hạng trung của Anh, Ba Lan và Pháp như 7TP, R-35 và H-35 một cách khá dễ dàng trong các trận đấu trực diện. Panzer III được đánh giá là loại tăng hạng trung tốt nhất thời bấy giờ.
Trong Chiến dịch Barbarossa, Panzer III là loại tăng hạng trung chính của Đức với số lượng được huy động tới hơn 1.000 chiếc. Cũng trong thời điểm này, các phiên bản mới như Ausf. E-F-G và H (được trang bị pháo chính 50 mm KwK L/42) đều được xuất xưởng và đưa thẳng ra chiến trường. Tuy nhiên, số Panzer III đã vấp phải khó khăn khi đối đầu với các loại xe mới của Liên Xô là T-34 và KV-1, ngay lập tức các mẫu Panzer IV nâng cấp đầu tiên được gấp rút sản xuất để có thể cân bằng lại mặt trận. Nhưng số lượng T-34 và KV khi đó chưa nhiều, chiếm đa số lực lượng xe tăng Liên Xô khi đó là xe tăng hạng nhẹ như T-26 và xe tăng BT, chúng có hỏa lực và vỏ giáp đều kém hơn nhiều so với Panzer III. Số Panzer III với kíp lái được rèn luyện kĩ, vũ khí và lớp giáp bọc tốt đã đánh bại và tiêu diệt các xe tăng hạng nhẹ Liên Xô một cách dễ dàng, đánh một tỉ lệ 6:1-nghiêng về phe Đức.
Cuối chiến dịch Barbarossa, hai dòng tăng T-34 và KV đã được Liên Xô nhân rộng sản xuất. Ngay lập tức, Panzer III được cải tiến lại với pháo chính 50 mm L/42. Nhưng phiên bản cải tiến này vẫn không thể bắn xuyên giáp trước của T-34 và KV. Vào mùa xuân 1942, dự án thay thế pháo chính hiện tại bằng pháo 50 mm KwK-39 L/60 lắp trên Panzer III Ausf.J(1) được hoàn thành. Điều bất ngờ đã xảy ra khi phiên bản J(1) có thể xuyên được giáp trước của T-34 từ khoảng cách 500 m và tốn nhiều lần bắn để có thể xuyên thủng được giáp của KV.
Vào năm 1943, phiên bản Ausf. L được lắp thêm phần giáp váy (schürzen) để chống lại lựu đạn và các loại đạn pháo chống tăng. Trong trận vòng cung Kursk, phiên bản Panzer III Ausf.N với pháo 75 mm L/24 có nhiệm vụ chính là hỗ trợ bộ binh, nhường lại vai trò đấu tăng cho Panzer IV và Panther (xe tăng con báo).
Panzer III được thiết kế để trở thành xe tăng có tháp pháo chứa ba người (pháo thủ, người nạp đạn và chỉ huy). Vì thế chỉ huy tăng có thể tập trung vào việc điều khiển và quan sát bên ngoài lẫn bên trong. Đa số các loại tăng vào thập niên 1930 đều chưa có cách thiết kế này. Kiểu kíp lái này có ưu điểm là: kíp lái có thể linh động theo tình huống, chỉ huy có thể tập trung vào việc quan sát, không phải kiêm nhiệm pháo thủ nên tốc độ quan sát tình huống và phát hiện mục tiêu sẽ nhanh hơn. Nhưng Panzer III vẫn có nhược điểm là: không có người phụ trách điều khiển điện đàm giúp cho việc chuyển tải thông tin không được thông suốt.

## Biến thể
- Panzer III Ausf.A-B-C-D: sản xuất vào năm 1937-1938. 75 chiếc các loại được sản xuất.
- Panzer III Ausf.E-F: bắt đầu sản xuất từ năm 1939-1940. Trang bị pháo chính 3.7 cm KwK 36 L/46.5 (sau này thay lại bằng pháo 5 cm KwK 38 L/42). 531 chiếc các loại được sản xuất.
- Panzer III Ausf.G: bọc thêm giáp phần trước và tháp pháo. Trang bị pháo chính 5 cm KwK 38 L/42. Từ năm 1940-1941, có khoảng 600 chiếc được sản xuất.
- Panzer III Ausf.H: sửa đổi chút ít lại kết cấu. Bọc thêm giáp phần trước và phần sau (tổng cộng 60 mm phần trước gồm 30 mm giáp bọc và 30 mm phần bảo vệ đĩa). Từ năm 1940-1941, có khoảng 308 chiếc được sản xuất.
- Panzer III Ausf.I: biến thể có trong bản báo cáo của quân Đồng Minh, tuy nhiên không có bằng chứng nào chứng tỏ rằng đã từng có loại biến thể này.
- Panzer III Ausf.J: phần thân xe tăng được thiết kế lại dài hơn. Phần giáp trước dày 50 mm. Có 482 chiếc được sản xuất vào năm 1941.
- Panzer III Ausf.J(1): được trang bị lại pháo chính 5 cm KwK 39 L/60 dài và mạnh hơn để đối phó với xe tăng T-34 của Liên Xô. Từ cuối năm 1941 đến giữa năm 1942, có khoảng 1.067 chiếc được sản xuất.
- Panzer III Ausf.K: phiên bản xe tăng chỉ huy (Panzerbefehlswagen) với tháp pháo được sửa chữa lại (không có vũ khí - lắp pháo giả). Thiết kế ngăn chứa đạn và chỗ trống bên trong rộng hơn.
- Panzer III Ausf.L: tăng giáp trước lên 70 mm (giáp trước+phần bảo vệ đĩa). Có 653 chiếc được sản xuất vào năm 1942.
- Panzer III Ausf.M: phiên bản được sửa chữa nhỏ ở phần sáng gầm và giáp váy. Từ năm 1942-1943, có khoảng 250 chiếc được sản xuất.
- Panzer III Ausf.N: phiên bản cuối cùng được sản xuất, trang bị pháo chính nòng ngắn 7.5 cm KwK 37 L/24, chuyên sử dụng loại đạn nổ mảnh để phá lô cốt và diệt bộ binh. Từ năm 1942-1943, có khoảng 700 chiếc được sản xuất.

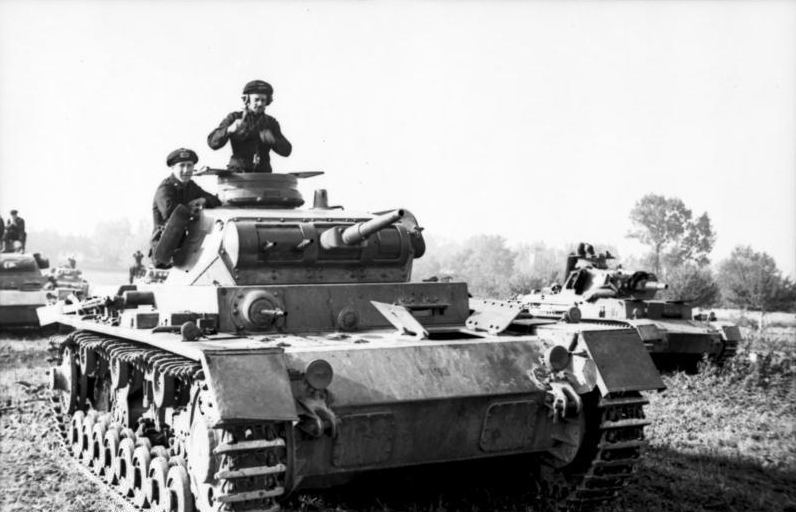
Ausf. D, Ba Lan (1939)
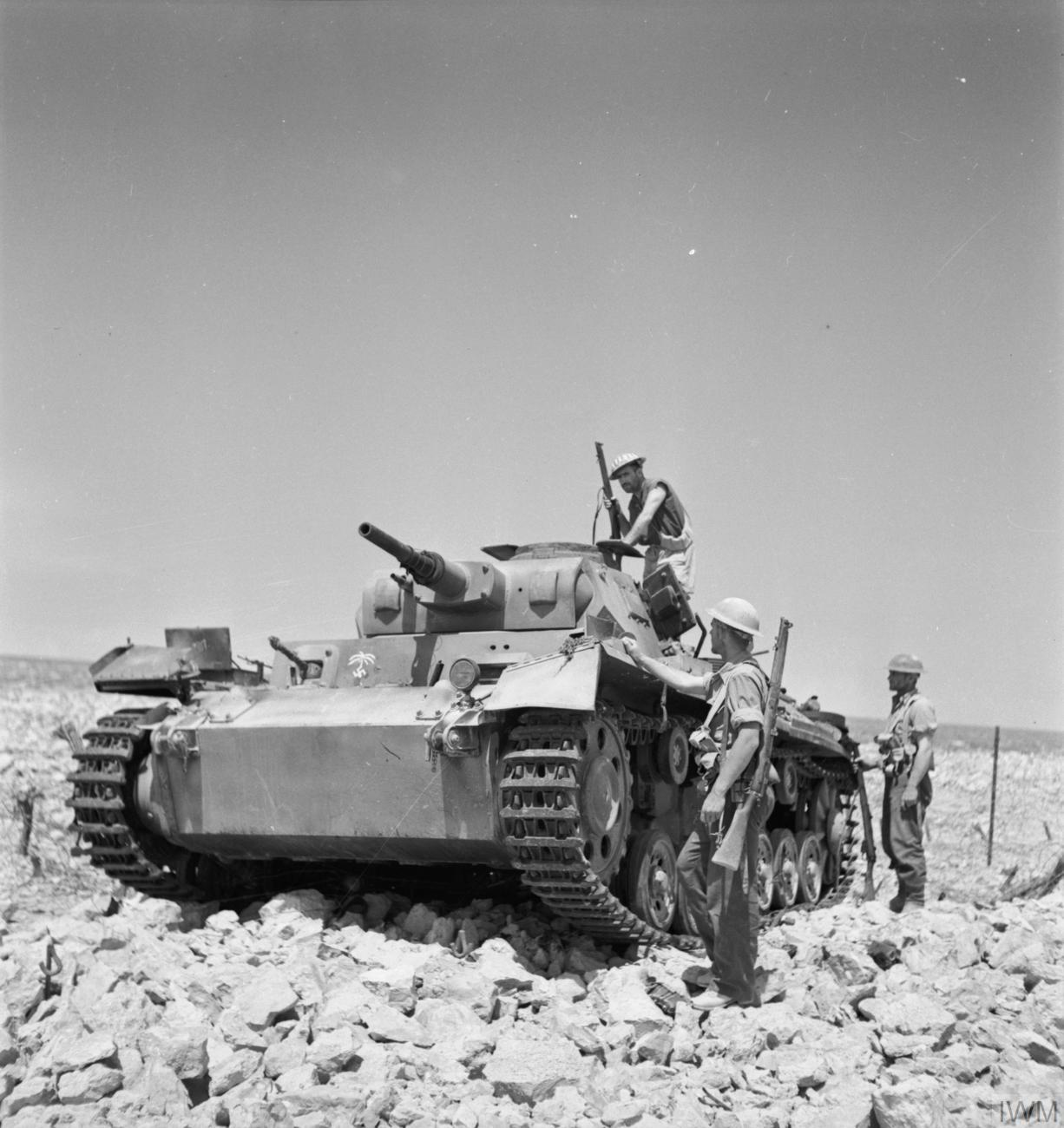
Chiếc Ausf.G bị quân Anh bắt tại Bắc Phi(1941).
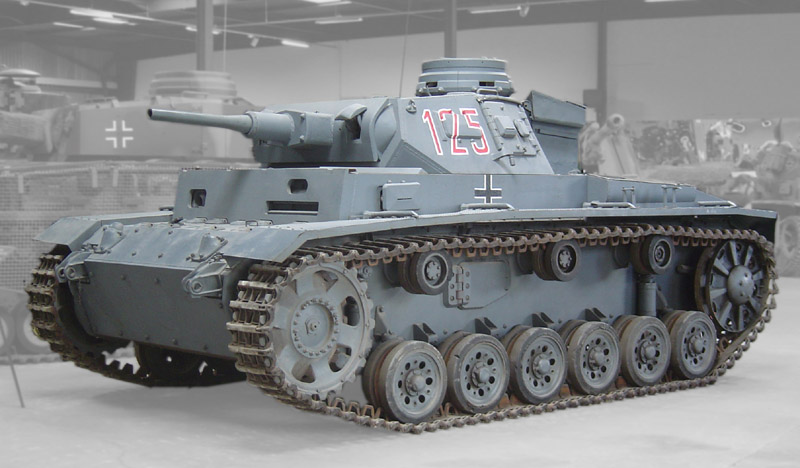
Ausf. H tại bảo tàng Musée des Blindés, Saumur.
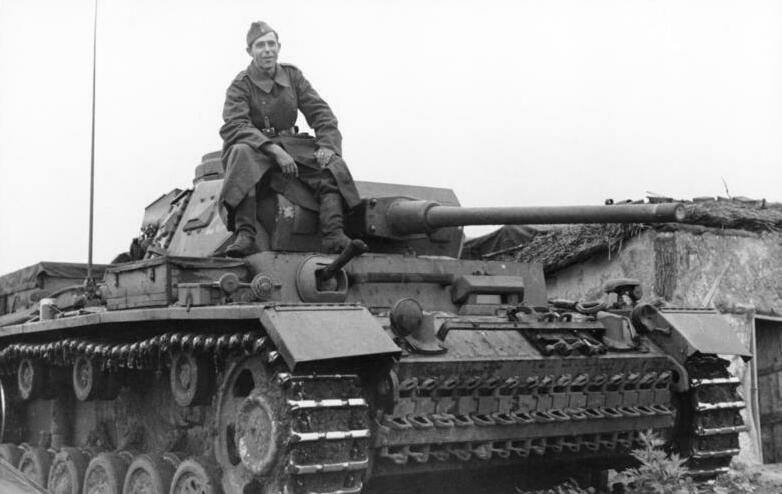
Ausf. J, Liên Xô (1942).
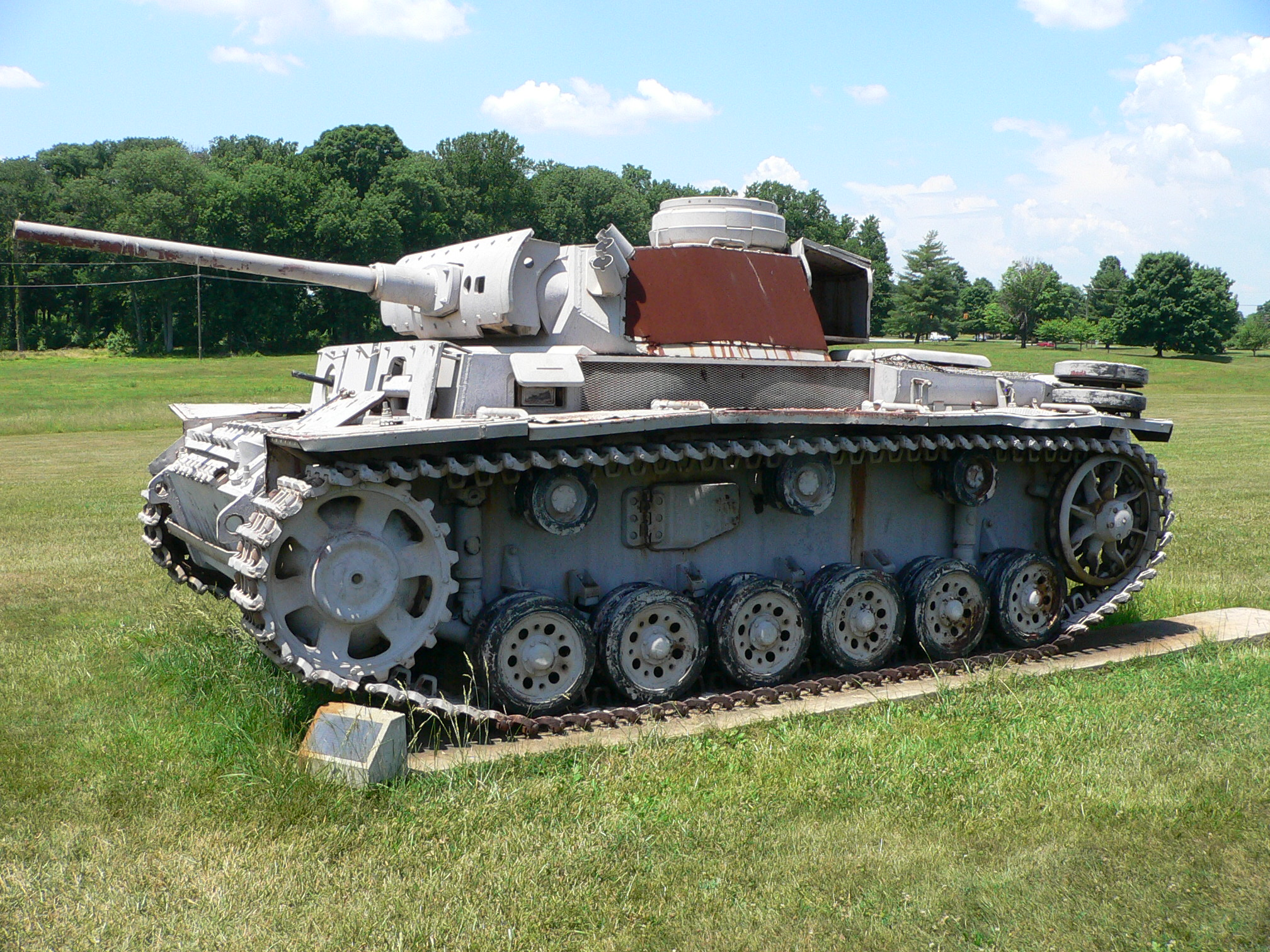
Ausf. L, US Army Ordnance Museum (2007)
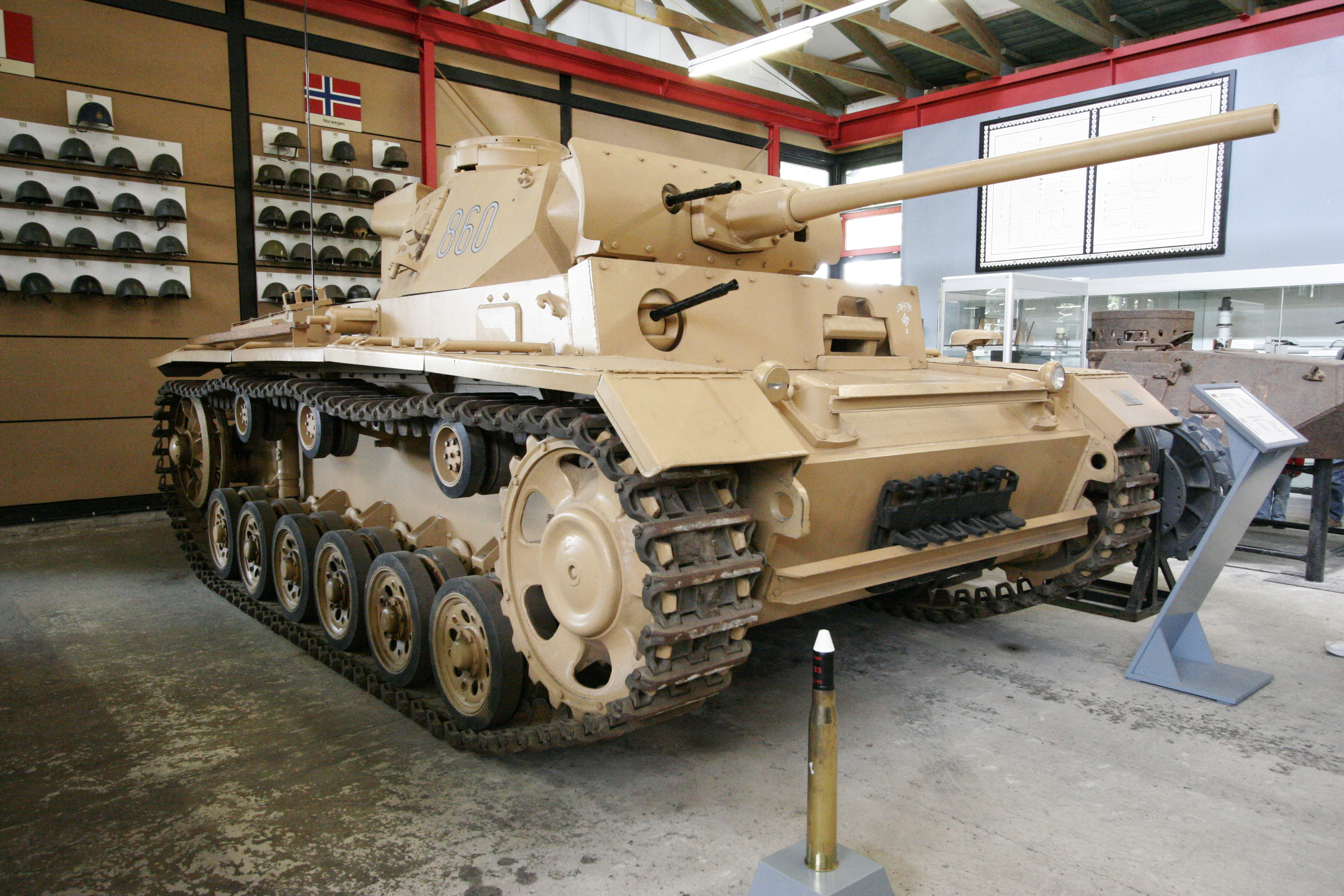
Ausf. M, Deutsches Panzermuseum (2005)
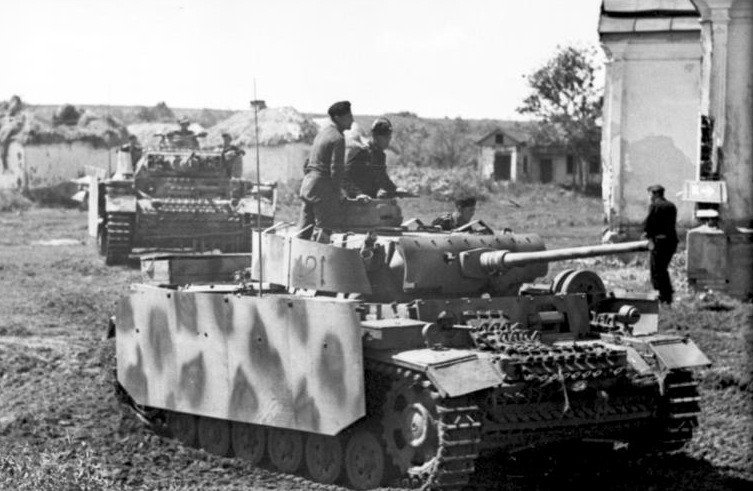
Phiên bản Ausf. M được lắp thêm giáp váy (1943)
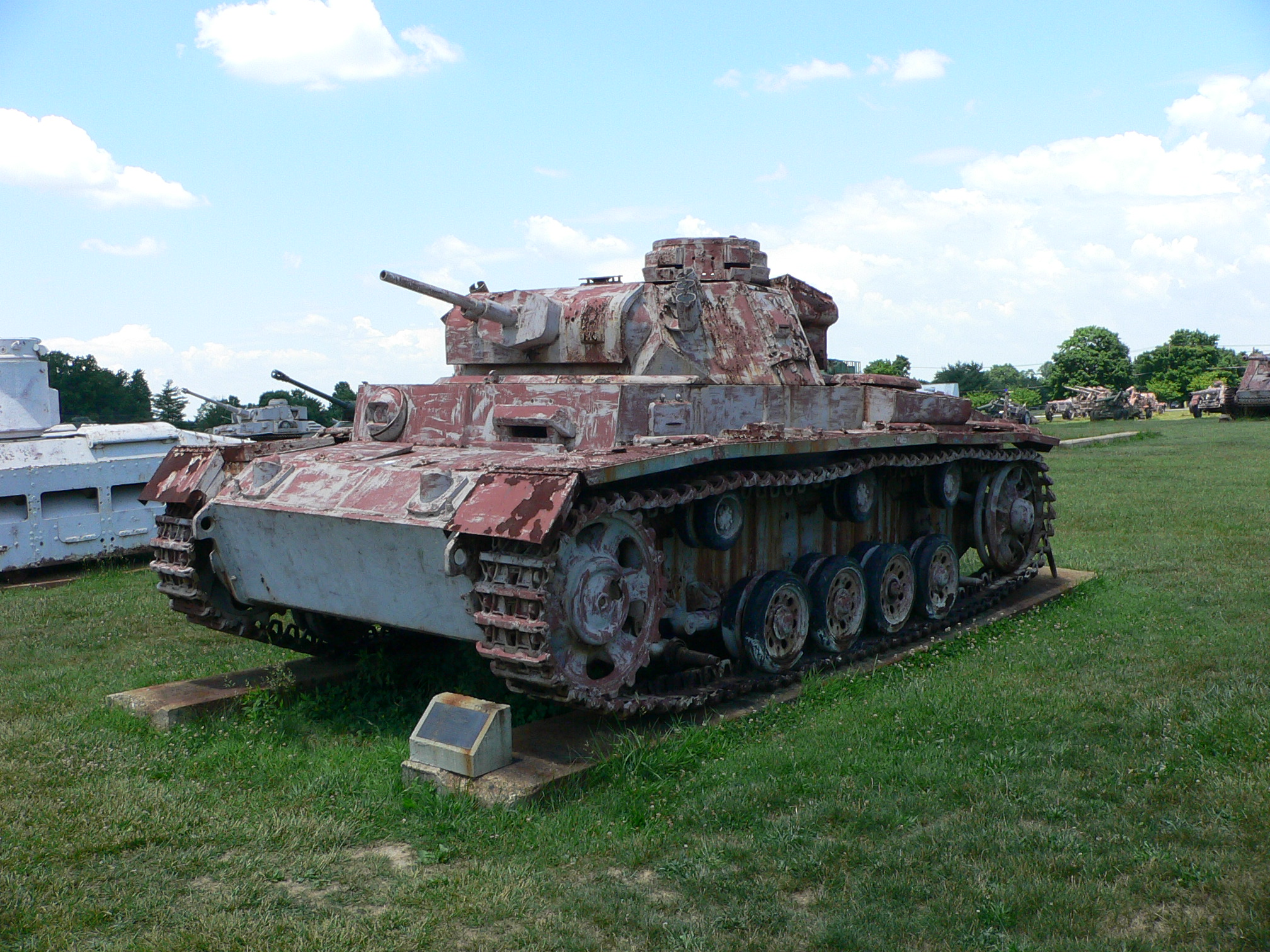
Panzer III Ausf.E

## Các mẫu tăng thiết kế dựa trên khung tăng Panzer III
- Artillerie-Panzerbeobachtungswagen III: pháo tự hành, 262 chiếc được sản xuất.
- Bergepanzer III: thiết kế dựa trên khung tăng Panzer III nhưng được bọc giáp dày hơn.
- Flammpanzer III Ausf. M / Panzer III (F1): xe tăng phun lửa, 100 chiếc được sản xuất dựa trên khung tăng Panzer III Ausf.M.
- Minenräumer III: xe dò mìn, được trang bị hệ thống giảm xóc cao, chưa bao giờ được sản xuất.
- Panzerbefehlswagen III: xe tăng chỉ huy, được trang bị pháo giả, bọc giáp dày và có bộ điện đàm hiện đại.
- Sturm-Infanteriegeschütz 33B: pháo tự hành xung kích, trang bị pháo chính 15 cm sIG-33. 24 chiếc được sản xuất.
- Sturmgeschütz III: pháo tự hành xung kích và diệt tăng, trang bị pháo chính 75 mm StuK.
- SU-76i (Liên Xô): được thiết kế dựa trên khung tăng Panzer III và StuG-III mà Hồng Quân bắt được. Hơn 1200 mẫu khung này được chuyển đến các nhà máy để sản xuất, nhưng chủ yếu chuyển đến nhà máy số 38 tại Stalingrad. Số khung tăng được lược bỏ phần trên thay vào đó là tháp pháo mới có trang bị pháo chính 76.2 mm ZiS-5. Phần đặt pháo được bọc giáp dày hơn 60 mm, 50 mm ở phần trước và 30 mm ở phần sườn. SU-76i lần đầu tham trận vào mùa thu năm 1943. Hiện tại còn lại hai chiếc SU-76i: chiếc thứ nhất được trưng bày tại đài tưởng niệm tại Ukraina; chiếc thứ hai được trưng bày tại bảo tàng trên đồi Poklonnaya, Mát-xcơ-va.
- Tauchpanzer III: một vài chiếc được chế tạo dựa trên khung tăng Panzer III thành tăng lội nước để tham gia chiến dịch Sư tử biển.

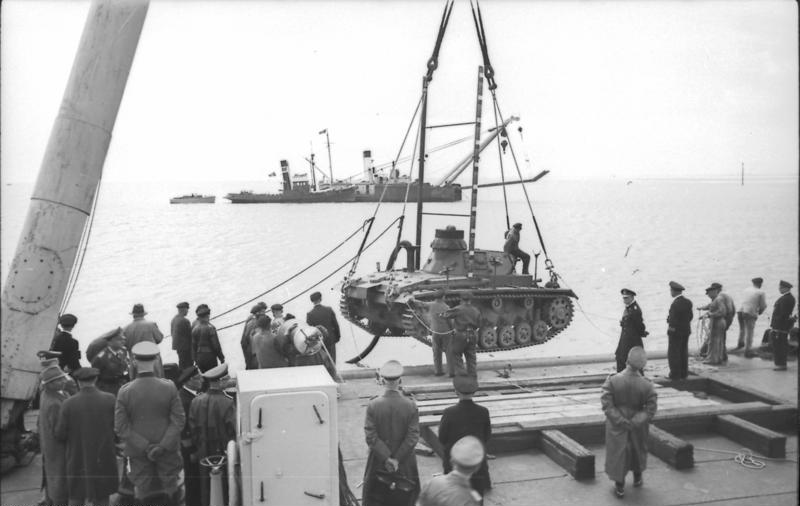
Tauchpanzer III đang được thử nghiệm.
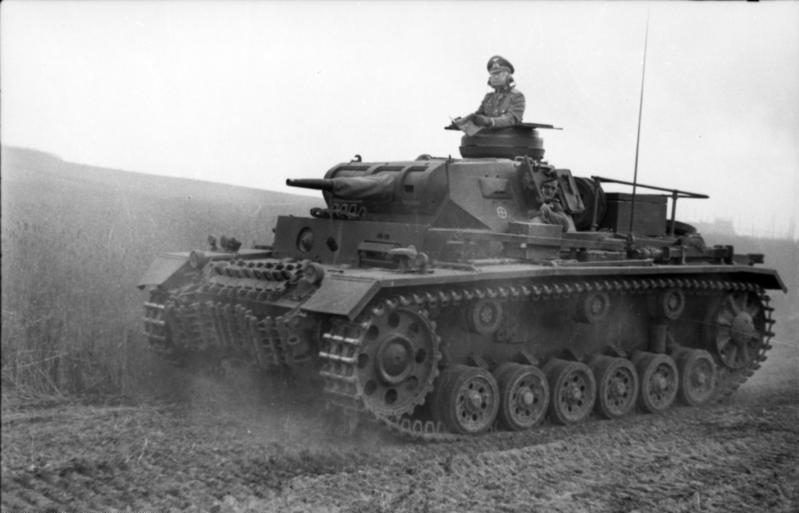
Panzerbefehlswagen, Balkans, 1941.
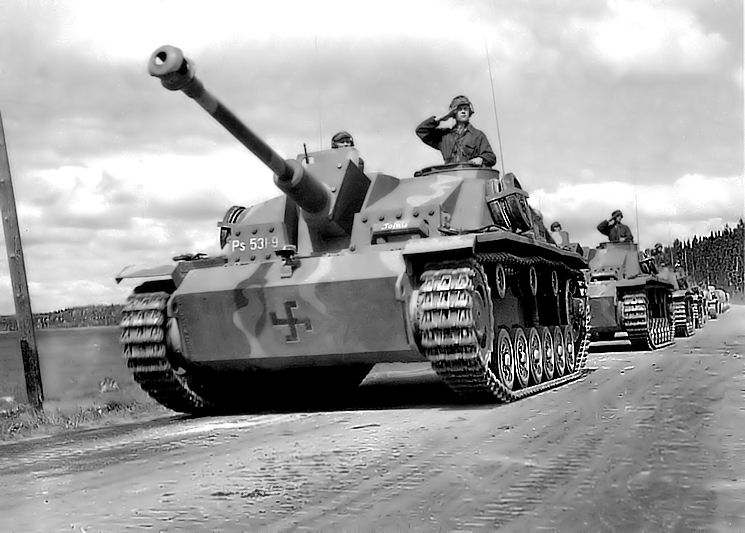
Sturmgeschütz III của quân đội Phần Lan.
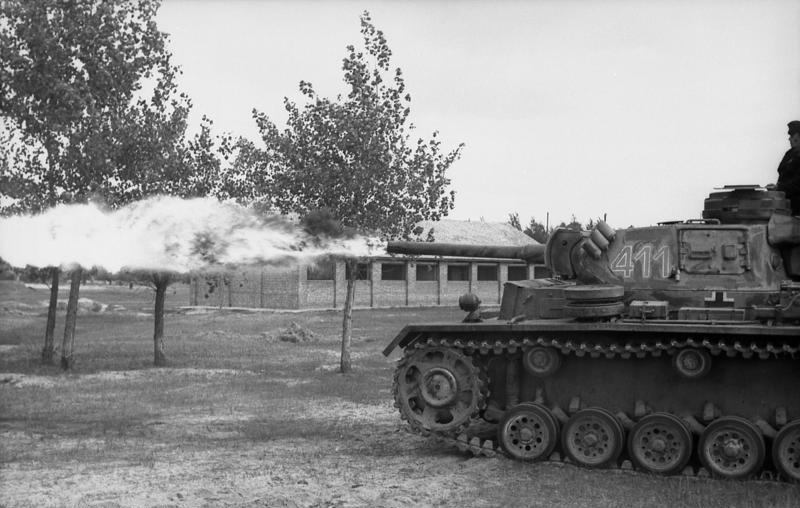
Flammpanzer III